# Madagascar aux Jeux olympiques d'été de 2008
Madagascar participe aux Jeux olympiques d'été de 2008 à Pékin. Il s'agit de sa 10e participation à des Jeux d'été. L'équipe est composée de sept athlètes.

## Engagés par sport

### Athlétisme
Hommes
- 110 m haie : Randriamihaja Berlioz

Femmes
- 100 m : Ramilijaona Nirinarifidy

#### Hommes
| Épreuve          | Athlète                      | Séries   | Séries | Quarts de finale | Quarts de finale | Demi-finales | Demi-finales | Finale   | Finale |
| Épreuve          | Athlète                      | Résultat | Rang   | Résultat         | Rang             | Résultat     | Rang         | Résultat | Rang   |
| ---------------- | ---------------------------- | -------- | ------ | ---------------- | ---------------- | ------------ | ------------ | -------- | ------ |
| 110 mètres haies | Joseph-Berlioz Randriamihaja | 13.91    | 5e     | -                | -                | -            | -            | -        | -      |

#### Femmes
| Épreuve    | Athlète                    | Séries   | Séries | Quarts de finale | Quarts de finale | Demi-finales | Demi-finales | Finale   | Finale |
| Épreuve    | Athlète                    | Résultat | Rang   | Résultat         | Rang             | Résultat     | Rang         | Résultat | Rang   |
| ---------- | -------------------------- | -------- | ------ | ---------------- | ---------------- | ------------ | ------------ | -------- | ------ |
| 100 mètres | Nirinaharifidy Ramilijaona | 12.07    | 5e     | -                | -                | -            | -            | -        | -      |

### Boxe
- Moins de 60 kg : Razanadrakoto Soloniaina

| Athlète                 | Catégorie            | 16e de finale       | 8e de finale        | Quart de finale     | Demi-finale         | Finale              |
| Athlète                 | Catégorie            | Adversaire Résultat | Adversaire Résultat | Adversaire Résultat | Adversaire Résultat | Adversaire Résultat |
| ----------------------- | -------------------- | ------------------- | ------------------- | ------------------- | ------------------- | ------------------- |
| Jean de Dieu Soloniaina | Poids légers (-60Kg) | Vargas Défaite 2-9  | -                   | -                   | -                   | -                   |

### Judo
Hommes
- Moins de 66 kg : Elie Norbert

### Natation
- 50 mètres nage libre : Tojohanitra Randriamanjatoarimanana
- 100 mètres brasse : Erick Rajohnson

### Jeux paralympiques
- 50 mètres nage libre : Randrianiony Joseph Ranaivo